# Еребуни (летище)
„Еребуни“ (на арменски: Էրեբունի) е съвместно ползвано от Армения и Русия летище (от 1995 г.), разположено в непосредствена близост до столицата на Армения – град Ереван.

## История
Над проекта на летището работят архитектите Р. Асратян, Левон Христафорян и конструкторите Е. Тосунян, И. Баграмян. На 21 юли 1938 г. от Ереванското летище (сега „Еребуни“) е извършен първия полет по маршрута Ереван-Тбилиси, а от 25 декември същата година започват и редовни полети. Летището се намира на 7,3 km южно от центъра на Ереван.
Понастоящем летището се използва от руски и арменски военни части. Заедно с това, то се използва и от частни фирми, изпълняващи чартърни хеликоптерни полети, както в рамките на страната, така и до страните на ОНД.
През 1938 г. на летище е базирана 4-та авиационна ескадрила „Ворошилов“ на Закавказкия военен окръг със самолети И-15, И-16 и И-153. През 1939 г., от ескадрилата е създаден 84-ти изтребителен авиационен полк, който в началото на Втората световна война служи като основа за формиране на два отделни авиационни полка.
В периода от 1943 до декември 1960 г. на летището е базиран 25-и червенознаменен изтребителен авиационен полк със самолети МиГ-3, ЛаГГ-3, Р-39 „Аерокобра“, Як-3, МиГ-15 и МиГ-17. В периода от 7 януари 1943 до 30 март 1943 г. полкът води бойни действия като отделен изтребителен авиационен полк на ВВС на Закавказкия фронт, извършвайки задачи по ПВО на Ереван и патрулиране по границата с Турция. През декември 1960 г. полкът е разформиран.

## Руска военновъздушна база
Руската военновъздушна база е създадена през 1995 г. и е част от 102-ра руска военна база, дислоцирана в Гюмри. Военновъздушните сили на Руската федерация в Армения се състоят от 18 изтребители МиГ-29 от 426-а авиогрупа и 700-тен въздушнопреносим контролен център (система локатори), разположени в 3624-та въздушна база на летището „Еребуни“. През декември 2015 г. на въоръжение са получени 7 модерни хеликоптера – ударни бойни Ми-24П и транспортни Ми-8МТ.